# موسیقی کلیسای سریانی
موسیقی کلیسای سریانی (عربی: موسيقى كنسية سريانية) موسیقی مورد استفاده در مراسم مذهبی کلیساهای سریانی است. این موسیقی به دلیل تأثیرگذاری و ایجاد دگرگونی بر روی موسیقی گریگوری که از دوران امپراتوری بیزانس مورد استفاده بود شهرت پیدا کرده‌است.

## تاریخچه
در این موسیقی از هشت ملودی و ترکیب موسیقی شرقی استفاده شده‌است، و تاریخ آن به یک کشیش سریانی بنام مار افرام سریانی بر می‌گردد که از قرن چهارم میلادی موسیقی مردمی در سرزمین بین‌النهرین را به موسیقی کلیسا تغییر داد.